# Ferdinand Löwe

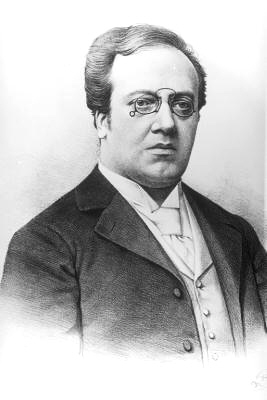
Ferdinand Löwe.

Ferdinand Löwe (Viena, 19 de febrero de 1865 - 6 de enero de 1925) fue un director de orquesta austriaco.

## Biografía
Löwe comenzó su carrera como director en la Orquesta Filarmónica de Múnich a partir de 1896, el mismo año de la muerte del compositor Anton Bruckner, del que había sido alumno. En 1900, funda la Wiener Concertvereinsorchester, que en 1933 pasará a llamarse Orquesta Sinfónica de Viena. Profesor en el Conservatorio de Viena, dirigió la Academia de Música de Viena entre 1918 y 1922.
Alumno y amigo de Bruckner, Löwe tendrá un papel muy importante en la difusión de las obras de su maestro, si bien, (al igual que otros contemporáneos, como Franz Schalk), consideró oportuno arreglar y modificar las partituras originales de Bruckner. Así, en la Sinfonía nº9 (cuyo estreno dirigió Löwe en 1903) alteró notablemente la armonía, la orquestación y las dinámicas originales previstas por el compositor y publicó su versión de la partitura en 1906 (hubo que esperar a 1932 para que -bajo la dirección Siegmund von Hausegger- se pudiera oír la música de esta sinfonía tal y como la concibió Bruckner).
De la misma forma, hay que resaltar su tarea como transcriptor, habiendo hecho una de la 'Sinfonía n.º 9, que está muy aclamada por la crítica.
- Datos: Q84709
- Multimedia: Ferdinand Löwe / Q84709